# U-20-Fußball-Weltmeisterschaft der Frauen 2008/Gruppe B
Resultate der Gruppe B der U-20-Fußball-Weltmeisterschaft der Frauen 2008:
| Pl. | Land        | Sp. | S | U | N | Tore    | Diff. | Punkte |
| --- | ----------- | --- | - | - | - | ------- | ----- | ------ |
| 1.  | USA         | 3   | 2 | 0 | 1 | 006:200 | +4    | 06     |
| 2.  | Frankreich  | 3   | 2 | 0 | 1 | 005:400 | +1    | 06     |
| 3.  | China       | 3   | 1 | 1 | 1 | 002:200 | ±0    | 04     |
| 4.  | Argentinien | 3   | 0 | 1 | 2 | 001:600 | −5    | 01     |

## China – Argentinien 0:0
| China                                                                                          | China | Argentinien | Argentinien |
| ---------------------------------------------------------------------------------------------- | --- | --- | ----------- |
| China                                                                                          | \| 19. November 2008 um 12:00 Uhr (Ortszeit); 16:00 Uhr (MEZ) in Chillán (Estadio Nelson Oyarzún) \| \| Zuschauer: 3.500 \| \| Schiedsrichterin: Gyöngyi Gaál ( Ungarn) \|                                  | \| 19. November 2008 um 12:00 Uhr (Ortszeit); 16:00 Uhr (MEZ) in Chillán (Estadio Nelson Oyarzún) \| \| Zuschauer: 3.500 \| \| Schiedsrichterin: Gyöngyi Gaál ( Ungarn) \| | Argentinien |
| China                                                                                          | Zhang Yue – Wang Lingling, Li Danyang, Ruan Xiaoqing (46. Li Dongna), Weng Xinzhi , Pang Fengyue – Zhang Rui, Xu Wenjia – Zhu Wei (64. Li Lin), Gu Yasha, Li Wen (77. Lou Jiahui) Cheftrainer: Zhang Guilai | Guadalupe Calello – Gabriela Chávez, Yanina Hernandez, Virginia Gomez – Noella Espindola, Emilia Mendieta, Joanna Bracamonte (78. Vanesa Santana), Florencia Mandrile , Carina Nunez (84. Mariana Larroquette) – Florencia Jaimes, María Belén Potassa Cheftrainer: Yasushi Kawakami | Argentinien |
| China                                                                                          | Joanna Bracamonto (53.), Gabriela Chavez (90.+1') | | Argentinien |
| 19. November 2008 um 12:00 Uhr (Ortszeit); 16:00 Uhr (MEZ) in Chillán (Estadio Nelson Oyarzún) | | |             |
| Zuschauer: 3.500                                                                               | | |             |
| Schiedsrichterin: Gyöngyi Gaál ( Ungarn)                                                       | | |             |

## Frankreich – USA 0:3 (0:0)
| Frankreich                                                                                     | Frankreich | USA | USA |
| ---------------------------------------------------------------------------------------------- | --- | --- | --- |
| Frankreich                                                                                     | \| 19. November 2008 um 15:00 Uhr (Ortszeit); 19:00 Uhr (MEZ) in Chillán (Estadio Nelson Oyarzún) \| \| Schiedsrichterin: Jacqui Melksham ( Australien) \| | \| 19. November 2008 um 15:00 Uhr (Ortszeit); 19:00 Uhr (MEZ) in Chillán (Estadio Nelson Oyarzún) \| \| Schiedsrichterin: Jacqui Melksham ( Australien) \| | USA |
| Frankreich                                                                                     | Karima Benameur – Gwenaëlle Butel, Emilie Gonssollin , Wendie Renard, Laura Agard – Charlotte Bilbault, Mélissa Plaza, Ludivine Bultel (46. Nora Coton-Pelagie) – Charlotte Lozé (78. Julie Machart), Marie-Laure Delie, Eugénie Le Sommer (69. Kheira Hamraoui) Cheftrainer: Stephane Pilard | Alyssa Naeher – Meghan Klingenberg, Kiersten Dallstream, Lauren Fowlkes, Nikki Marshall – Becky Edwards (78. Christine Nairn), Ingrid Wells, Keelin Winters – Michelle Enyeart (46. Sydney Leroux), Alex Morgan, Nikki Washington (84. Elli Reed) Cheftrainer: Tony DiCicco | USA |
| Frankreich                                                                                     | 0:1 Alex Morgan (53.) 0:2 Sydney Leroux (55.) 0:3 Sydney Leroux (71.) | | USA |
| Frankreich                                                                                     | Elli Reed (86.) | | USA |
| 19. November 2008 um 15:00 Uhr (Ortszeit); 19:00 Uhr (MEZ) in Chillán (Estadio Nelson Oyarzún) | | |     |
| Schiedsrichterin: Jacqui Melksham ( Australien)                                                | | |     |

## USA – Argentinien 3:0 (1:0)
| USA                                                                                            | USA | Argentinien | Argentinien |
| ---------------------------------------------------------------------------------------------- | --- | --- | ----------- |
| USA                                                                                            | \| 22. November 2008 um 12:00 Uhr (Ortszeit); 16:00 Uhr (MEZ) in Chillán (Estadio Nelson Oyarzún) \| \| Schiedsrichterin: Cristina Ionescu ( Rumänien) \| | \| 22. November 2008 um 12:00 Uhr (Ortszeit); 16:00 Uhr (MEZ) in Chillán (Estadio Nelson Oyarzún) \| \| Schiedsrichterin: Cristina Ionescu ( Rumänien) \| | Argentinien |
| USA                                                                                            | Alyssa Naeher – Meghan Klingenberg, Elli Reed, Lauren Fowlkes, Nikki Marshall – Becky Edwards , Christine Nairn, Ingrid Wells (56. Keelin Winters) – Sydney Leroux, Alex Morgan (91. Gina DiMartino), Nikki Washington (64. Michelle Enyeart) Cheftrainer: Tony DiCicco | Guadalupe Calello – Gabriela Chávez, Yanina Hernandez (57. Joanna Bracamonte), Virginia Gomez (86. Florencia Ferrero) – Noella Espindola, Emilia Mendieta, Vanesa Santana, Florencia Mandrile – Victoria Bedini (81. Mariana Larroquette), Florencia Jaimes, María Belén Potassa Cheftrainer: Yasushi Kawakami | Argentinien |
| USA                                                                                            | 1:0 Becky Edwards (11.) 2:0 Alex Morgan (53.) 3:0 Alex Morgan (90.) | | Argentinien |
| USA                                                                                            | Becky Edwards (75.), Meghan Klingenberg (79.) | Gabriela Chavez (24, nächstes Spiel gesperrt), Guadalupe Calello (54.), Vanesa Santana (87.), Joanna Bracamonte (90. nächstes Spiel gesperrt) | Argentinien |
| 22. November 2008 um 12:00 Uhr (Ortszeit); 16:00 Uhr (MEZ) in Chillán (Estadio Nelson Oyarzún) | | |             |
| Schiedsrichterin: Cristina Ionescu ( Rumänien)                                                 | | |             |

## China – Frankreich 0:2 (0:0)
| China                                                                                          | China | Frankreich | Frankreich |
| ---------------------------------------------------------------------------------------------- | --- | --- | ---------- |
| China                                                                                          | \| 22. November 2008 um 15:00 Uhr (Ortszeit); 19:00 Uhr (MEZ) in Chillán (Estadio Nelson Oyarzún) \| \| Zuschauer: 7.590 \| \| Schiedsrichterin: Thérèse Sagno ( Guinea) \|                 | \| 22. November 2008 um 15:00 Uhr (Ortszeit); 19:00 Uhr (MEZ) in Chillán (Estadio Nelson Oyarzún) \| \| Zuschauer: 7.590 \| \| Schiedsrichterin: Thérèse Sagno ( Guinea) \| | Frankreich |
| China                                                                                          | Zhang Yue – Wang Lingling, Li Danyang, Weng Xinzhi , Pang Fengyue – Zhang Rui, Xu Wenjia, Lou Jiahui, Qu Shanshan – Gu Yasha (83. Li Dongna), Li Wen (64. Li Lin) Cheftrainer: Zhang Guilai | Karima Benameur – Gwenaëlle Butel, Emilie Gonssollin , Wendie Renard, Laura Agard – Charlotte Bilbault, Mélissa Plaza (89. Alix Faye Chellali) – Charlotte Lozé (64. Marine Pervier), Marie-Laure Delie, Eugénie Le Sommer (92. Kheira Hamraoui), Julie Machart Cheftrainer: Stephane Pilard | Frankreich |
| China                                                                                          | 0:1 Marie-Laure Delie (70.) 0:2 Eugénie Le Sommer (87.) | | Frankreich |
| China                                                                                          | Gu Yasha (59.) | | Frankreich |
| 22. November 2008 um 15:00 Uhr (Ortszeit); 19:00 Uhr (MEZ) in Chillán (Estadio Nelson Oyarzún) | | |            |
| Zuschauer: 7.590                                                                               | | |            |
| Schiedsrichterin: Thérèse Sagno ( Guinea)                                                      | | |            |

## USA – China 0:2 (0:0)
| USA                                                                                       | USA | China | China |
| ----------------------------------------------------------------------------------------- | --- | --- | ----- |
| USA                                                                                       | \| 26. November 2008 um 16:00 Uhr (Ortszeit); 20:00 Uhr (MEZ) Temuco (Estadio Germán Becker) \| \| Schiedsrichterin: Tanja Schett ( Österreich) \| | \| 26. November 2008 um 16:00 Uhr (Ortszeit); 20:00 Uhr (MEZ) Temuco (Estadio Germán Becker) \| \| Schiedsrichterin: Tanja Schett ( Österreich) \|                                                            | China |
| USA                                                                                       | Chantel Jones – Kaley Fountain, Kiersten Dallstream (9. Elli Reed), Lauren Fowlkes, Nikki Marshall – Keelin Winters , Christine Nairn, – Sydney Leroux, Gina DiMartino (63. Ingrid Wells), Michelle Enyeart, Alyssa Mautz (63. Alex Morgan) Cheftrainer: Tony DiCicco | Zhang Yue – Wang Lingling, Li Danyang, Weng Xinzhi , Pang Fengyue (90.+2' Zhu Wei) – Zhang Rui, Xu Wenjia (46. Gu Yasha), Lou Jiahui, Qu Shanshan, Liu Shukun – Li Wen (75. Li Lin) Cheftrainer: Zhang Guilai | China |
| USA                                                                                       | 0:1 Zhang Rui (52.) 0:2 Liu Shukun (58.) | | China |
| USA                                                                                       | Qu Shanshan (35.), LOU Jiahui (89.) | | China |
| 26. November 2008 um 16:00 Uhr (Ortszeit); 20:00 Uhr (MEZ) Temuco (Estadio Germán Becker) | | |       |
| Schiedsrichterin: Tanja Schett ( Österreich)                                              | | |       |

## Argentinien – Frankreich 1:3 (1:0)
| Argentinien | Argentinien | Frankreich | Frankreich |
| --- | --- | --- | ---------- |
| Argentinien | \| 26. November 2008 um 16:00 Uhr (Ortszeit); 20:00 Uhr (MEZ) in Santiago de Chile (Estadio Municipal de La Florida) \| \| Schiedsrichterin: Carol Chenard ( Kanada) \| | \| 26. November 2008 um 16:00 Uhr (Ortszeit); 20:00 Uhr (MEZ) in Santiago de Chile (Estadio Municipal de La Florida) \| \| Schiedsrichterin: Carol Chenard ( Kanada) \| | Frankreich |
| Argentinien | Guadalupe Calello – Yanina Hernandez, Virginia Gomez, Daiana Cardone – Noella Espindola, Emilia Mendieta, Vanesa Santana, Florencia Mandrile , Carina Nunez (70. Mariana Larroquette) – Florencia Jaimes (77. Florencia Ferrero), María Belén Potassa (89. Victoria Bedini) Cheftrainer: Yasushi Kawakami | Karima Benameur – Gwenaëlle Butel, Emilie Gonssollin , Laura Agard, Livia Jean – Charlotte Bilbault (46. Marine Pervier), Mélissa Plaza – Charlotte Lozé (75. Nora Coton-Pelagie), Marie-Laure Delie (46. Kheira Hamraoui), Eugénie Le Sommer, Julie Machart Cheftrainer: Stephane Pilard | Frankreich |
| Argentinien | 1:0 Florencia Jaimes (42.) | 1:1 Eugénie Le Sommer (65.) 1:2 Eugénie Le Sommer (80.) 1:3 Julie Machart (90.+3') | Frankreich |
| Argentinien | Virginia Gomez (49.), Daiana Cardone (70.) | Mélissa Plaza (42.) | Frankreich |
| Argentinien | Virginia Gomez (81.) | | Frankreich |
| 26. November 2008 um 16:00 Uhr (Ortszeit); 20:00 Uhr (MEZ) in Santiago de Chile (Estadio Municipal de La Florida) | | |            |
| Schiedsrichterin: Carol Chenard ( Kanada)                                                                         | | |            |